# 2018年平昌オリンピックのコロンビア選手団
2018年平昌オリンピックのコロンビア選手団（2018ねんピョンチャンオリンピックのコロンビアせんしゅだん）は、2018年2月9日から25日まで大韓民国江原道平昌で開催された2018年平昌オリンピックのコロンビア選手団の名簿、及びその競技結果。

## 選手団
- 人員: 選手 4人
- 開会式旗手: ペドロ・カウシル

## 種目別選手・スタッフ名簿及び成績

### アルペンスキー
- マイケル・ペトス
  - （男子大回転）途中棄権
  - （男子回転）1:57.46、37位

### クロスカントリースキー
- セバスチャン・ウプリムニー（男子15kmフリー）58:08.1、115位

### スピードスケート
- ペドロ・カウシル
  - （男子500m）35.196、20位
  - （男子1000m）1:10.71、34位
- ラウラ・ゴメス（女子マススタート）予選敗退